# Japanobotrychum lanuginosum
Japanobotrychum lanuginosum là một loài dương xỉ trong họ Ophioglossaceae. Loài này được Nishida ex Tagawa mô tả khoa học đầu tiên năm 1958.
Danh pháp khoa học của loài này chưa được làm sáng tỏ. 